# Drusus alpinus
Drusus alpinus là một loài Trichoptera trong họ Limnephilidae. Chúng phân bố ở miền Cổ bắc.